# Charitum Montes
I Charitum Montes sono una struttura geologica della superficie di Marte.